# 库陶希·哲尔吉
库陶希·哲尔吉（匈牙利語：Kutasi György，1910年9月16日—1977年6月29日），匈牙利男子水球运动员。他曾代表匈牙利国家队参加1936年夏季奥林匹克运动会水球比赛，获得一枚金牌。